# 750 (číslo)
Sedm set padesát je přirozené číslo, které  následuje po číslu sedm set čtyřicet devět a předchází číslu sedm set padesát jedna. Římskými číslicemi se zapisuje DCCL a řeckými číslicemi ψν.

## Matematika
750 je
- Abundantní číslo
- Složené číslo
- Nešťastné číslo

## Astronomie
- (750) Oskar je planetka hlavního pásu, kterou objevil v roce 1913 Johann Palisa

## Roky
- 750
- 750 př. n. l.